# Christian Ried
Christian Ried (Berlin-Schöneberg, 24 februari 1979) is een Duits autocoureur. Ook is hij teambaas van Proton Competition.

## Carrière
In 1996 richtte Gerold, de vader van Ried, het team Proton Competition op, waar Christian het grootste deel van zijn carrière voor reed. In 1999 debuteerde hij in de FIA GT, waar hij tot 2006 actief bleef. In 2004 en 2005 werd hij vijfde in de eindstand, zijn beste klassementsuitslag. In 2004 behaalde hij in de N-GT-klasse een podiumfinish op het Autodromo Nazionale Monza en in 2005 deed hij dit in de GT2-klasse in de 24 uur van Spa-Francorchamps en de Motorsport Arena Oschersleben. In 2006 reed hij voor het eerst in de 24 uur van Le Mans voor Sebah Automotive Ltd.
In 2007 stapte Ried over naar de Le Mans Series, waar hij tot 2011 ieder jaar in reed. In 2010 werd hij derde in de eindstand met een podiumfinish op het Circuit Paul Ricard en in 2011 behaalde hij zijn eerste zege op hetzelfde circuit. Daarnaast werd hij in 2009 ook derde in de Asian Le Mans Series.

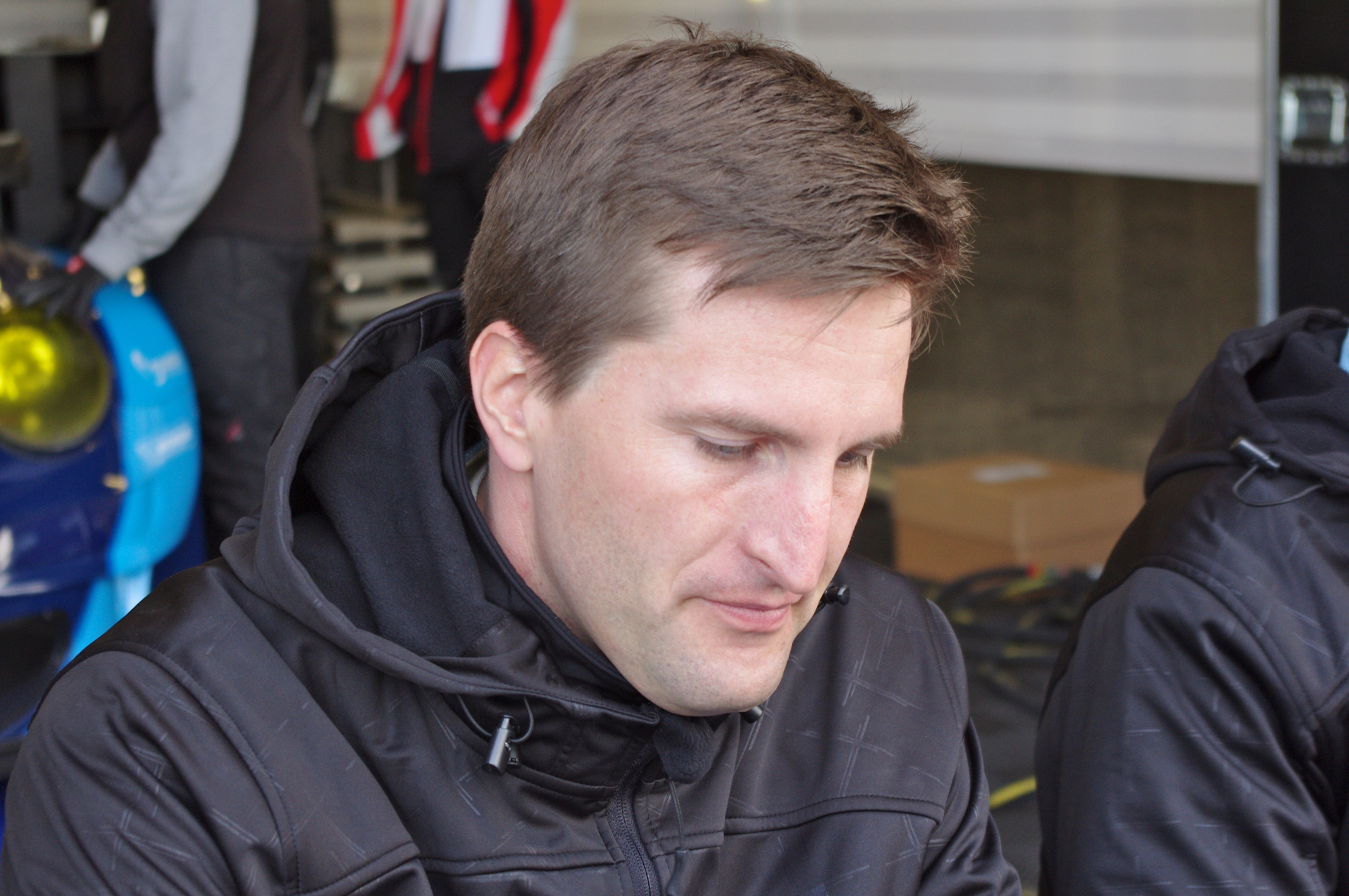
Christian Ried tijdens de 6 uur van Silverstone in 2013.

In 2012 werd de Le Mans Series vervangen door het FIA World Endurance Championship (WEC), waarin Ried in de LMGTE Am-klasse uitkwam. Samen met Gianluca Roda en Paolo Ruberti behaalde hij vier overwinningen in de 12 uur van Sebring, de 6 uur van Spa-Francorchamps, de 6 uur van São Paulo en de 6 uur van Bahrein. De LMGTE Am-klasse had dat jaar nog geen apart klassement. Tot 2015 bleef Ried bij Proton rijden. In ieder seizoen behaalde hij twee podiumplaatsen en hij werd achtereenvolgens zesde, vierde en achtste in het LMGTE Am-klassement.
In 2016 reed Ried voor het enige seizoen in zijn WEC-carrière niet voor Proton; in plaats daarvan stapte hij over naar KCMG. Hij behaalde hier, samen met Joël Camathias en Wolf Henzler, vijf opeenvolgende podiumplaatsen, waardoor hij vijfde werd in de eindstand. In 2017 keerde hij terug bij Proton en deelde de auto met Marvin Dienst en Matteo Cairoli. Hij behaalde twee overwinningen in de 6 uur van de Nürburgring en de 6 uur van Mexico en werd zo tweede in de eindstand.
In het seizoen 2018-2019 deelde Ried de auto met Julien Andlauer en Matt Campbell. Het trio won vier races: de 24 uur van Le Mans, de 6 uur van Silverstone, de 6 uur van Shanghai en de 1000 mijl van Sebring. Hun resultaten uit de eerste seizoenshelft telden echter niet mee voor het kampioenschap omdat het team zich niet aan de reglementen omtrent het bijvullen van brandstof had gehouden. Hij werd uiteindelijk zesde in het klassement.

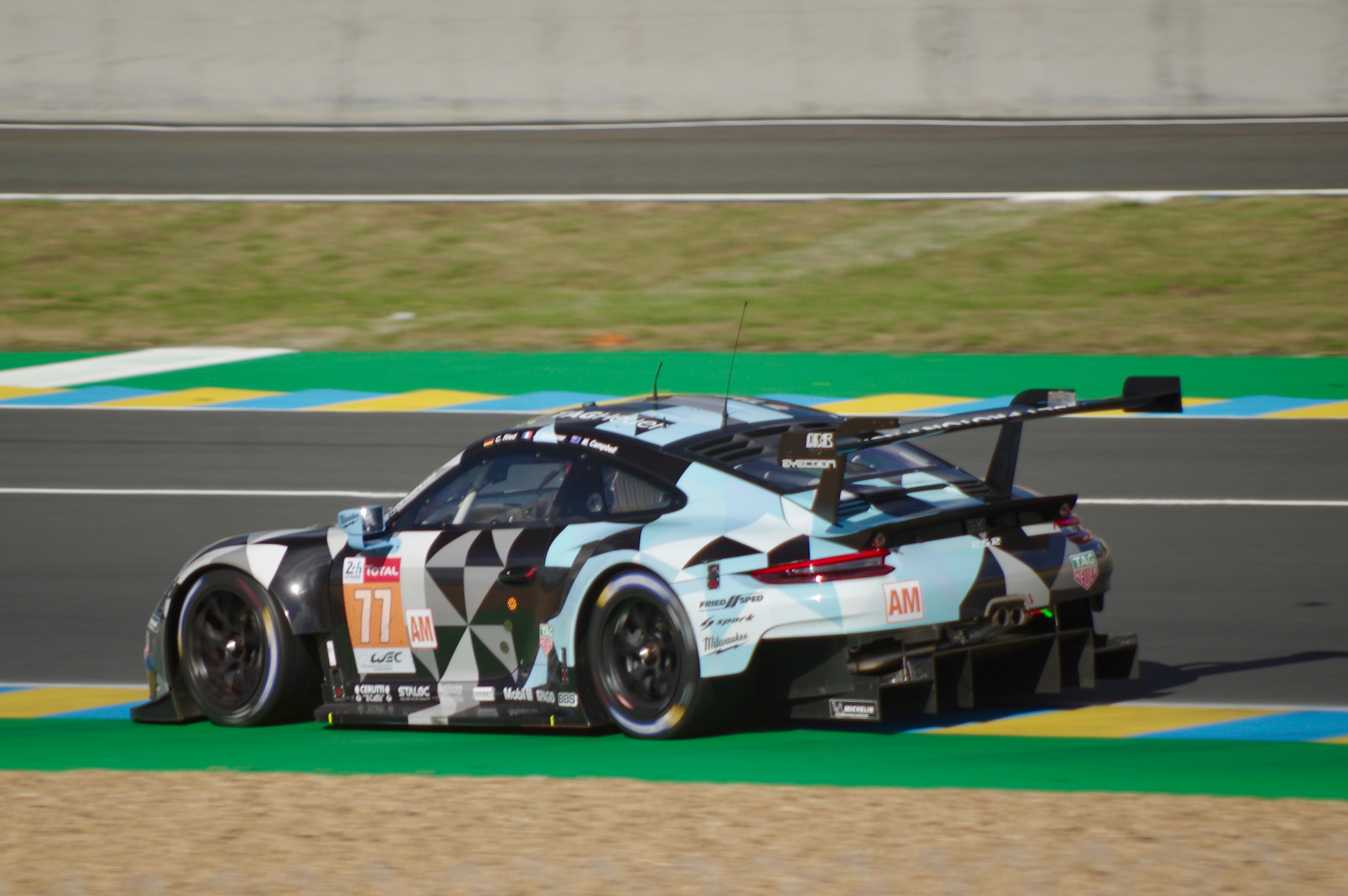
Christian Ried tijdens de 24 uur van Le Mans in 2019.

In zowel het seizoen 2019-2020 als het seizoen 2021 behaalde Ried twee podiumfinishes in het WEC. Hij werd respectievelijk vijfde en derde in de eindstand. In 2022 deelde hij de auto met Sebastian Priaulx en Harry Tincknell en behaalde hij twee zeges in de 6 uur van Spa-Francorchamps en de 6 uur van Monza, waardoor hij zesde werd. In 2023 behaalde hij met Andlauer en Mikkel O. Pedersen de overwinning in de 6 uur van Monza.
In 2013 debuteerde Ried ook in de European Le Mans Series. Dat jaar behaalde hij direct twee zeges op Silverstone en de Hungaroring, waardoor hij tweede in de eindstand werd. Hierna behaalde hij in 2017 zijn volgende overwinning op het Autódromo Internacional do Algarve in een seizoen waarin hij op de derde plaats in het klassement eindigde. In 2018 won hij eenmaal op hetzelfde circuit en werd hij vierde in het kampioenschap. In 2019 won hij een race op Monza, waardoor hij tweede in de eindstand werd. In 2020 won hij op Paul Ricard en Portimão en werd zo, samen met Michele Beretta en Alessio Picariello, gekroond tot kampioen in de LMGTE Am-klasse. In 2021 won hij geen races, maar in 2022 zegevierde hij op het Circuit de Barcelona-Catalunya, waardoor hij met Gianmaria Bruni en Lorenzo Ferrari voor de tweede keer kampioen werd.